# Манаус
Мана́ус (порт. Manaus) — місто в Північному регіоні Бразилії і столиця штату Амазонас. Місто розташоване на річці Ріу-Негру біля її злиття з Амазонкою, це важливий порт, доступний для океанських суден, і центр обширної річкової системи регіону. Крім того, місто — загальний туристичний центр для відвідувачів Амазонії.

## Історія
Місто було засноване в 1669 як форт Сан-Жозе-ду-Ріу-Негру. Містом населений пункт фактично став у 1832 році із назвою «Манаус», що означає «мати богів» на честь корінного народу з Манауса, а юридично статус міста присвоєно 24 жовтня 1848 з назвою Сідад-да-Барра-ду-Ріу-Негру, що в перекладі з португальської означає «місто на краю чорної річки». 4 вересня 1856 місту повернутили теперішню відому назву.
Манаус був у центрі каучукового буму в районі Амазонки наприкінці 19 століття. Це був період розквіту міста. Визначною пам'яткою того періоду є «Гранд Опера». Оперний театр має величезні куполи і позолочені балкони, для його будівництва використано багато мармуру, скла і кришталю з усієї Європи. Назва театру «Театро Амазонас» та існує він по ці дні.

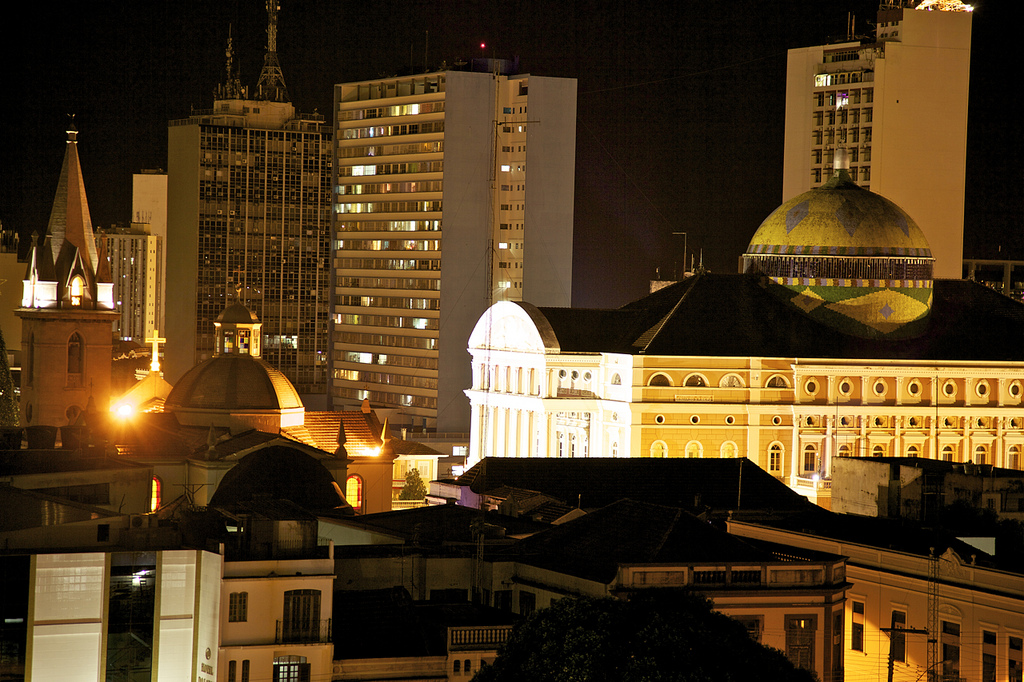
«Гранд Опера»